# Hirschhorn (Neckar)
Hirschhorn (Neckar) este o comună din landul Hessa, Germania.